# 茲維爾
49°22′53″N 23°6′2″E / 49.38139°N 23.10056°E
茲維爾（烏克蘭語：Звір），是烏克蘭西部的村莊，隸屬利維夫州的桑比爾區。該村始建於1441年，面積8.47平方公里，海拔高度444米，2001年人口396，人口密度每平方公里46.75人。